# 舍扁蛛
舍扁蛛（学名：Plator pandeae）为转蛛科扁蛛属的动物。分布于印度以及中国大陆的西藏等地，主要生活于居民点墙缝中。该物种的模式产地在印度。